# Стиснення з утратами
Стиснення з утратами (англ. Lossy compression) — метод стиснення даних, при якому розпакований файл відрізняється від оригіналу, проте може бути корисним для використання. Стиснення із втратами найчастіше використовується для мультимедіа-даних (аудіо, відео, зображення), особливо для потокової передачі даних та в телефонії. В цьому контексті такі методи часто називаються кодеками . Альтернативою є стиснення без втрат.

## Типи стиску із втратами
Існують дві основних схеми стиску із втратами:
- У трансформуючих кодеках стиснення (англ. lossy transform codecs) беруться фрейми зображень або звуку, розрізуються на невеликі сегменти, трансформуються в новий базисний простір і здійснюється квантування. Результат потім стискується ентропійними методами.

- У предиктивних кодеках стиснення (англ. lossy predictive codecs) попередні і/або наступні дані використаються для того, щоб пророчити поточний фрейм зображення або звуку. Помилка між передбаченими даними і реальними разом з додатковою інформацією, необхідною для здійснення предикту, потім квантизується і кодується.

У деяких системах ці дві техніки комбінуються шляхом використання трансформуючих кодеків для стиску помилкових сигналів, згенерованих на стадії пророкування.

## Стиснення із втратами та стиснення без втрат
Перевага методів стиснення із втратами над методами стиску без втрат полягає в тому, що перші істотно перевершують по ступені стиску, продовжуючи задовольняти поставленим вимогам. Методи стиску із втратами часто використаються для стиску звуку або зображень. У таких випадках розпакований файл може дуже сильно відрізнятися від оригіналу на рівні порівняння «біт у біт», але практично не відрізняється для людського вуха або ока в більшості практичних застосувань.
Багато методів фокусуються на особливостях будови органів почуттів людини. Психоакустична модель визначає те, наскільки сильно звук може бути стиснений без погіршення сприйманої якості звуку. Помітні для людського вуха або ока недоліки, що виникли через стиснення із втратами, відомі як артефакти стиску.

## Перелік стиснених форматів файлів
| Зображення - Cartesian Perceptual Compression - DjVu - Fractal compression - HAM - ICER - JPEG - JPEG 2000 - JBIG2 - PGF, - Wavelet compression         | Аудіо - AAC - ADPCM - ATRAC - Dolby AC-3 - MP2 - MP3 - Musepack - Ogg Vorbis - WMA      |
| Відео - H.261 - H.263 - H.264/MPEG-4 AVC - MNG - Motion JPEG - MPEG-1 Part 2 - MPEG-2 Part 2 - MPEG-4 Part 2 - Ogg Theora - Sorenson video codec - VC-1 | Мовлення - CELP - G.711 - G.726 - Harmonic and Individual Lines and Noise - AMR - Speex |